# Gråvingad flamrygg
Gråvingad flamrygg (Euchrepomis spodioptila) är en fågel i familjen myrfåglar inom ordningen tättingar.

## Utseende och läte
Gråvingad flamrygg är en mycket liten fågel med vita vingband, otecknad ljusgrå undersida, ett tunt svart ögonstreck och framför allt kontrasterande roströd rygg. Sången är oväntat vittljkudande, en tunn och stammande drill som är snabb och accelererande. Beteendet (se nedan) påminner om vissa vireor, men ansiktsteckningen, vingbanden och den kontrasterande ryggfärgen gör den distinkt.

## Utbredning och systematik
Gråvingad flamrygg delas in i tre underarter med följande utbredning:
- Euchrepomis spodioptila signata – förekommer i sydöstra Colombia, nordöstra Peru och nordvästra Amazonområdet i Brasilien (regionen kring Rio Negro)
- Euchrepomis spodioptila spodioptila – förekommer i södra Venezuelas anslutning till Guyana och i nordöstra Amazonområdet
- Euchrepomis spodioptila meridionalis – förekommer i södra och centrala Amazonområdet (vid floderna Madeira och Tapajós)

## Levnadssätt
Gråvingad flamrygg hittas i högrest regnskog. Där ses den nästan alltid som en del av kringvandrande artblandade flockar som rör sig fram i trädtaket. Fågeln födosöker efter insekter som den plockar från lövverket, ofta hängande upp och ner då den röda ryggen blir väl synlig.

## Status och hot
Arten har ett stort utbredningsområde, men tros minska i antal, dock inte tillräckligt kraftigt för att den ska betraktas som hotad. Internationella naturvårdsunionen IUCN listar arten som livskraftig (LC).